# 眶上裂
眶上裂（英語：Superior orbital fissure）为位于眶腔上部的开口，连通眶腔和颅腔，以蝶骨的小翼和大翼为界。动眼神经、滑车神经、三叉神经眼神经支、外展神经和眼上静脉经由此处入眶。